# Félix Ier de Metz
Pour les articles homonymes, voir Saint Félix.
Félix est le troisième évêque de Metz. La tradition fait remonter sa mort à l’an 128 mais il a plus vraisemblablement exercé son ministère au début du IVe siècle.
C’est un saint chrétien fêté le 21 février.

## Histoire et tradition
D’après la légende, Félix alors diacre, aurait été envoyé dès le Ier siècle par saint Pierre avec le prêtre Céleste et l’évêque Clément pour évangéliser la région.
On dit que son épiscopat dura 42 ans. Au XIe siècle ses reliques ont été remises par Thierry de Luxembourg à l’évêché de Bamberg érigé par Henri II du Saint-Empire.

### Articles liés
- Liste des évêques de Metz
- Diocèse de Metz